# Aleksander Kropiwnicki
Aleksander Kropiwnicki (ur. 3 stycznia 1962 w Warszawie) – polski dziennikarz, publicysta i dyplomata; ambasador RP w Etiopii (2017–2020). 

## Życiorys
Absolwent polonistyki Uniwersytetu Warszawskiego (1985). W latach 1986–2001 pracował i publikował w szeregu tytułów prasowych, m.in. w „Przeglądzie Katolickim”, „Tygodniku Solidarność”, dzienniku „Życie” (gdzie kierował działem zagranicznym), miesięczniku Voyage (jako zastępca redaktora naczelnego). Współpracował z „The Detroit News” w ramach stypendium fundacji Alfred Friendly Press Fellowships. Od 1997 do 2001 był redaktorem naczelnym miesięcznika „Polski Kalendarz Europejski”. 
W latach 2000–2001 był członkiem gabinetu politycznego ministra Władysława Bartoszewskiego. W latach 2001–2006 pracował w Ambasadzie RP w Londynie jako radca – szef Wydziału ds. Prasy, Promocji i Informacji. Po powrocie kierował jedną z redakcji Polskiego Radia. Od 2008 jest na stałe zatrudniony w Ministerstwie Spraw Zagranicznych; w latach 2009–2011 był dyrektorem Centrum Operacyjnego. Od 2011 do 2014 pracował w Ambasadzie RP w Nairobi, kierując nią przejściowo jako chargé d’affaires a.i. Po powrocie do kraju został zastępcą dyrektora Departamentu Dyplomacji Publicznej i Kulturalnej. W lipcu 2017 objął stanowisko Ambasadora RP w Etiopii z jednoczesną akredytacją w Dżibuti, Sudanie Południowym i przy Unii Afrykańskiej. Odpowiadał także za kontakty z IGAD i UNECA. Kadencję zakończył 31 lipca 2020. Następnie pracował w Departamencie Dyplomacji Publicznej i Kulturalnej MSZ. Od stycznia do 4 listopada 2024 był dyrektorem Inspektoratu Służby Zagranicznej MSZ (po zmianie nazwy - Biura Bezpieczeństwa Dyplomatycznego). W styczniu 2025 objął kierownictwo Ambasady RP w Reykjavíku jako chargé d’affaires.
Posługuje się językami: angielskim, rosyjskim. Jest wdowcem, ojcem dwóch córek.

## Publikacje
- Czarny wulkan, Warszawa: Rytm, 1993, ISBN 83-85249-21-4.
- Zajezdnia Londyn, Warszawa, Bydgoszcz: Oficyna Wydawnicza Branta, 2007, ISBN 978-83-60186-57-2.
- Błyskawiczny kurs Savoir-Vivre'u [wraz z żoną Katarzyną Kropiwnicką], Publicat, 2007, ISBN 978-83-245-0780-1.